# 菲尔基兴 (萨克森州)
菲尔基兴（德語：Vierkirchen）是德国萨克森州的市镇，隶属于格尔利茨县。总面积为35.41平方千米，截至2023年12月31日总人口为1,639人。